# Stenus colon
Stenus colon är en skalbaggsart som beskrevs av Thomas Say. Stenus colon ingår i släktet Stenus och familjen kortvingar. Inga underarter finns listade i Catalogue of Life.